# Canyon Ute
Pour les articles homonymes, voir Ute.
Le canyon Ute (en anglais : Ute Canyon) est un canyon du Colorado, aux États-Unis. Situé dans le comté de Mesa, il est protégé au sein du Colorado National Monument.